# Gorgone macarea
Gorgone macarea là một loài bướm đêm trong họ Noctuidae.

## Hình ảnh

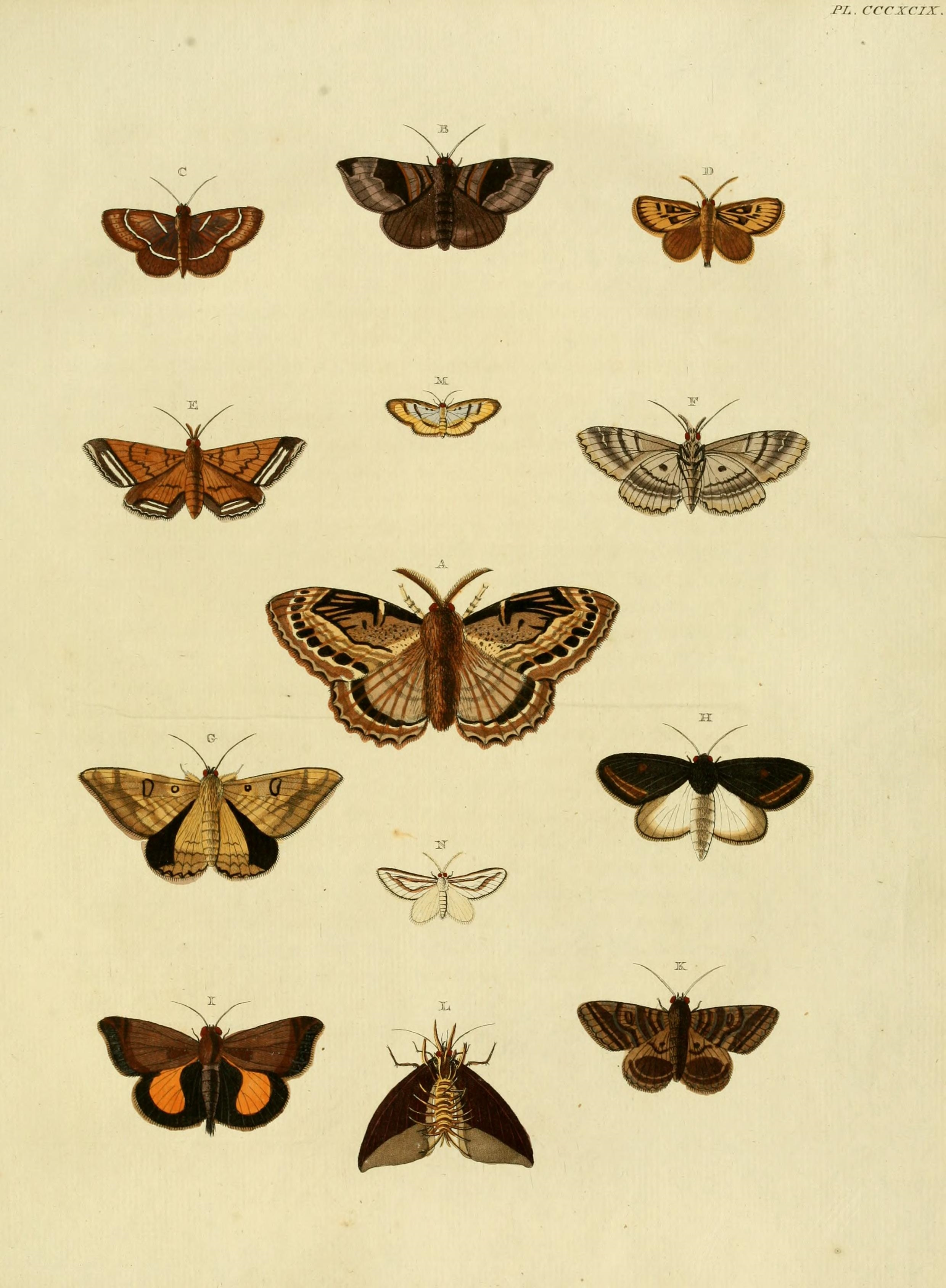